# Live at Langerado Music Festival (Burning Spear)
Live at Langerado Music Festival è un album (bootleg) live di Burning Spear, pubblicato dalla Langerado Records nel 2006. Il disco fu registrato l'11 e 12 marzo 2006 al The 4th Langerado Music Festival, Sunrise, Florida (Stati Uniti).

## Tracce
Testi e musiche di Winston Rodney
1. Intro – 1:26
2. Creation Rebel – 6:29
3. Call on You – 10:47
4. Jam@1 – 1:21
5. Nyah Keith – 7:20
6. The Youth – 7:42
7. Old Marcus – 5:43
8. Walk – 9:46
9. Jam – 1:12
10. Slavery Day – 5:47
11. Happy Day – 0:53
12. Post Man – 5:12

## Musicisti
- Winston Rodney - voce